# Auishiri
L'auishiri (ou tekiraka, abishira) est une langue amérindienne isolée parlée en Amazonie péruvienne, dans la région de Loreto.
La langue est sans doute éteinte.